# Leptoceletes basalis
Leptoceletes basalis är en skalbaggsart som först beskrevs av Leconte 1847.  Leptoceletes basalis ingår i släktet Leptoceletes och familjen rödvingebaggar. Inga underarter finns listade i Catalogue of Life.